# Raimo Honkanen
Raimo Ilmari Honkanen (* 10. August 1938 in Turku; † 17. Juni 2020 ebenda) war ein finnischer Radrennfahrer und nationaler Meister im Radsport.

## Sportliche Laufbahn
Honkanen war Teilnehmer der Olympischen Sommerspiele 1960 in Rom und der Olympischen Sommerspiele 1968 in Mexiko-Stadt. Bei den Spielen in Rom wurde er im olympischen Straßenrennen beim Sieg von Wiktor Kapitonow 55., im olympischen Straßenrennen 1968 wurde er 37. Im Mannschaftszeitfahren in Rom belegte Finnland mit Paul Nyman, Unto Hautalahti, Raimo Honkanen und Matti Herronen den 20. Platz. Im Mannschaftszeitfahren 1968 belegte Finnland mit Mauno Uusivirta, Ole Wackström, Raimo Honkanen und Raimo Suikkanen den 19. Platz.
1963 und 1966 gewann Honkanen die nationale Meisterschaft im Mannschaftszeitfahren. 1960 wurde er Vize-Meister im Straßenrennen hinter Unto Hautalahti. In den Jahren 1961 bis 1972 gewann er insgesamt 18 finnische Meisterschaften im Straßen- und Bahnradsport. Den Titel in der Einerverfolgung gewann er 1961 bis 1963 und 1965. In der Mannschaftsverfolgung war er 1961 bis 1967, 1971 (mit Mauno Uusivirta und Tapani Vuorenhela) und 1972 (mit Jaakko Uusimäki und Mauno Uusivirta) erfolgreich. Die Meisterschaft im Tandemrennen gewann er 1965.
Den Titel im Einzelzeitfahren auf der Straße holte er 1963 und 1966. Honkanen  gewann 1964 und 1966 das Porvoon ajot und 1966 das Fell-Haka-Rennen.
Die Internationale Friedensfahrt fuhr er sechsmal. 1960 wurde er 72., 1962 60., 1963 56. und 1966 64. der Gesamtwertung. 1961 und 1964 war er ausgeschieden.

## Familiäres
Sein Sohn Hannu Honkanen war ebenfalls Radrennfahrer.